# Jesús Rosendo
Jesús Rosendo Prado (Carmona (Sevilla), 16 maart 1982) is een Spaans voormalig wielrenner.

## Belangrijkste overwinningen
2004
5e etappe, deel B Volta Ciclista Provincia Tarragona
2011
5e etappe, deel A Rutas de America

## Resultaten in voornaamste wedstrijden
| Jaar | Ronde van Italië | Ronde van Frankrijk | Ronde van Spanje |
| ---- | ---------------- | ------------------- | ---------------- |
| 2007 |                  |                     | 145e             |
| 2008 |                  |                     | 116e             |
| 2009 |                  |                     | 106e             |
| 2011 |                  |                     | 99e              |
| 2012 |                  |                     | opgave           |

Barros · Caldeira · Carvalho · Costa · Fernandes · Fernández · Marque · Matias · Oliveira · Prades · Rosendo · Veloso